# Origen de la biodiversidad en la Amazonia
La selva amazónica es uno uno los lugares con mayor diversidad biológica en la Tierra. Se estima que la selva alberga alrededor del 10 % de las especies de plantas y de vertebrados del planeta. La fauna de peces del Amazonas también se considera la más diversa del mundo.
Las zonas de tierra firme, es decir aquellas que no están sujetas a inundaciones recurrentes, componen el principal ambiente en la Amazonia. Los bosques en tierra firme son estructuralmente homogéneos y altamente diversos en plantas (comúnmente más de 150 especies de árboles por hectárea y hasta 300 por hectárea en Loreto, Perú). Sólo considerando árboles se estima que existen 16 000 especies diferentes de árboles en la Amazonia. Cabe notar que la biodiversidad en el Amazonas no ha ido únicamente en aumento, sino que ha fluctuado, como lo demuestra la radiación de moluscos acuáticos en el Mioceno seguida por su extinción en masa.
Existen varias teorías que intentan explicar la alta biodiviersidad de forma general. También hay ciertos aspectos de la geografía y paleogeografía que se han propuesto para explicar al menos parcialmente la biodiversidad de la Amazonia.

## Teorías

### Estabilidad
Una teoría que tuvo pocos contradictores en el mundo académico por largo tiempo es la que explica la gran biodiversidad de la Amazonia como resultado de la supuesta estabilidad de las tierras bajas tropicales.  En esta teoría la biodiversidad aumenta a medida que la estabilidad permite a especies especializarse en nichos ecológicos sucesivamente más acotados. La estabilidad permite a las especies restringirse a rangos de temperatura más limitados que la de las especies que existen en zonas temperadas restringiendo de esta manera especies a ambientes térmicos limitados. El efecto de especiación por rangos de temperatura acotados seria más importante en áreas montañosas donde existen gradientes climáticos pronunciados.

### Refugios

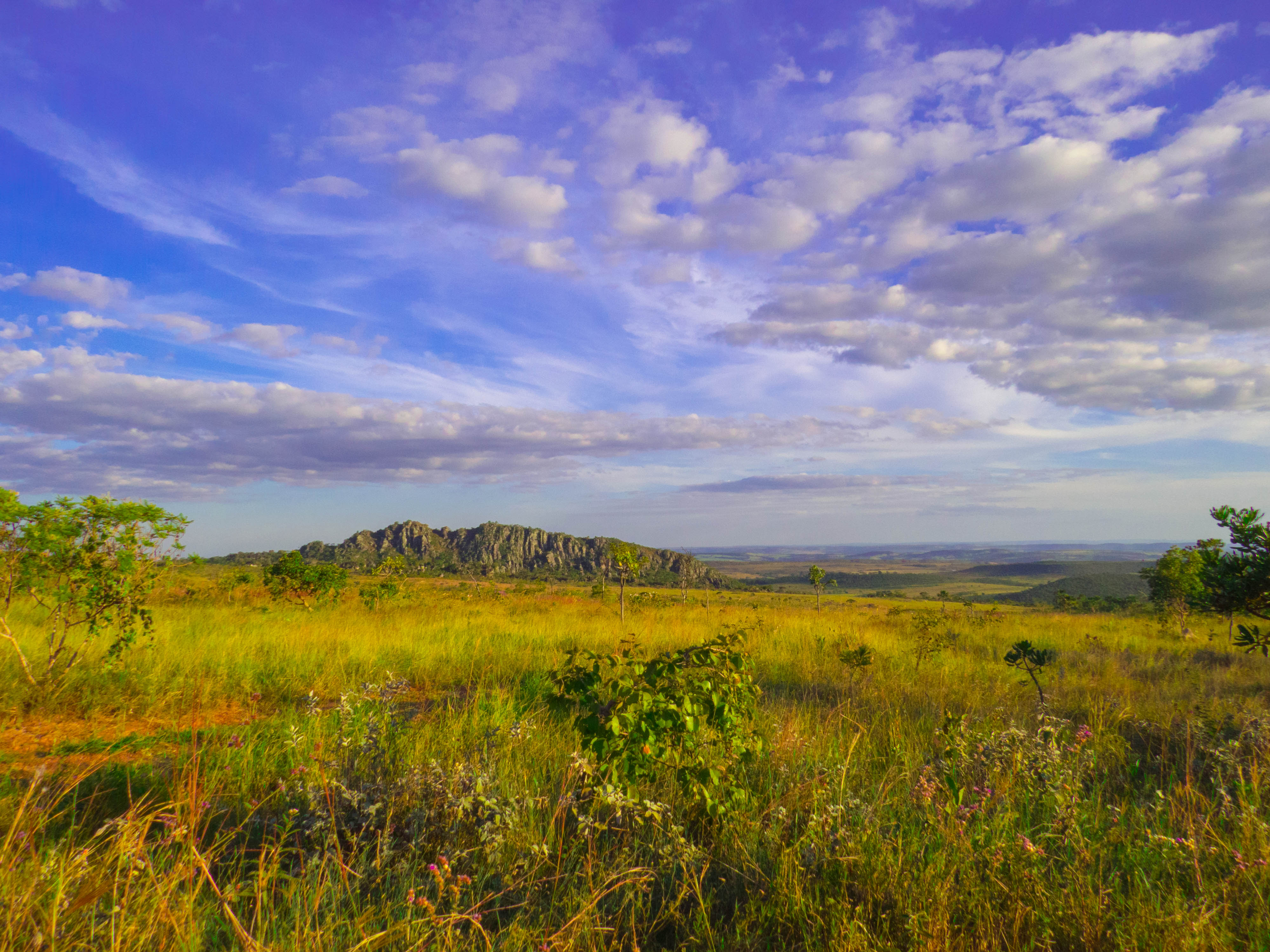
Vegetación de cerrado en el Parque Estatal de Pirineus, Goiás, Brasil.

La popularidad de la teoría de la estabilidad fue eclipsada en la segunda mitad del siglo XX por una teoría alternativa propuesta por el geólogo y ornitólogo Jürgen Haffer en 1969 y refundida en 1978. Esta es la teoría de refugios que postula que la biodiversidad del Amazonas deriva de la antigua y repetida existencias de refugios boscosos durante épocas en las cuales la selva habría sido desmembrada por la extensión de grandes sabanas, caatingas o cerrados. Dichos ecosistemas se habrían extendido a causa de cambios climáticos en los trópicos durante las glaciaciones cuaternarias. A pesar de cierta popularidad en las últimas décadas del siglo XX se le ha criticado por carecer fundamentos en estudios paleoecologicos. En particular se ha observado que no hay evidencia de la existencia de grandes sabanas en el polen depositado en el abanico submarino del Amazonas el cual acumula sedimentos de toda la cuenca.

## Factores contribuyentes

### Sistema de Pebas

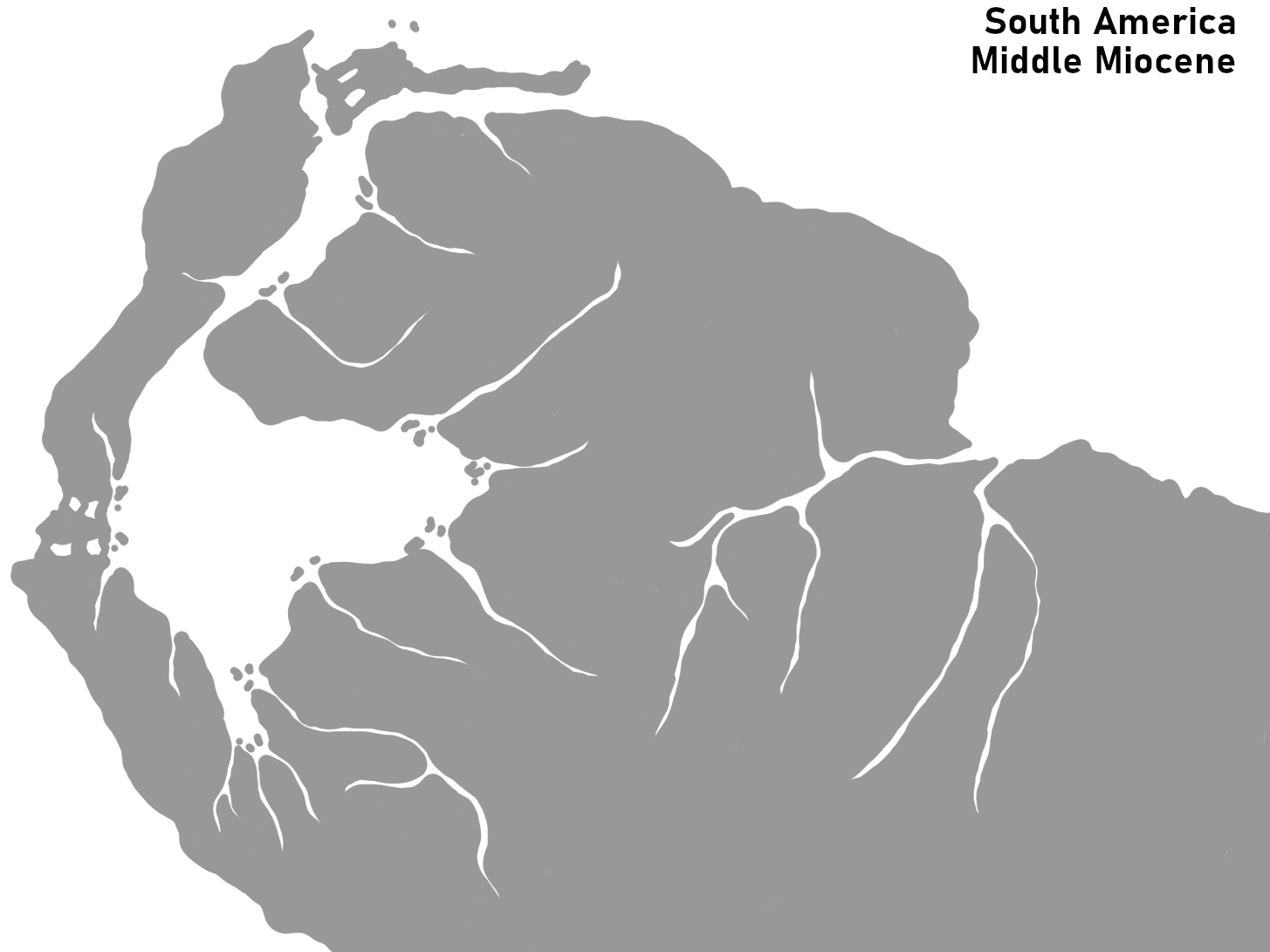
Reconstrucción del lago Pebas en el interior del Amazonas durante el Mioceno medio.

Otras teorías vinculan la biodiversidad del amazonas a la existencia de un lago o entrada de mar que se formó hace 23 millones de años a fines del periodo Paleógeno. Dicho lago o entrada de mar habría originado tras el alzamiento de los Andes conectado así a la Amazonia con el Atlántico a través de los llanos de Colombia y Venezuela. Hace siete millones de años, movimientos verticales en la corteza terrestre resultaron en el dren de los grandes humedales del Amazonas y el comienzo de la evolución al sistema fluvial moderno. Sin embargo, la emergencia de grandes extensiones de tierra firme en desmedro de lagos y humedales en el Amazonas occidental (Pebas) y sur (Acre) causó una extinción de especies acuáticas incluyendo numerosos bivalvos y crocodilios. Entre las especies que colonizaron la Amazonia occidental luego de la desaparición del lago Pebas y los humedales asociados están varias plantas de la tribu Isertieae cuyos centros de centros de endemismo se ubican en la Amazonia este y noreste.

### Portal Occidental de los Andes
Se ha postulado que la persistencia de una zona de tierras bajas en los Andes del norte llamado Portal Occidental de los Andes habría tenido un rol en la biodiversidad del Amazonas y los Andes. Estas tierras bajas existieron desde el Eoceno al Mioceno medio dividiendo a los Andes en dos segmentos. Dicha división habría constituido una barrera biogeográfica para especies adaptadas a ambientes de montaña.

### Diversidad edáfica

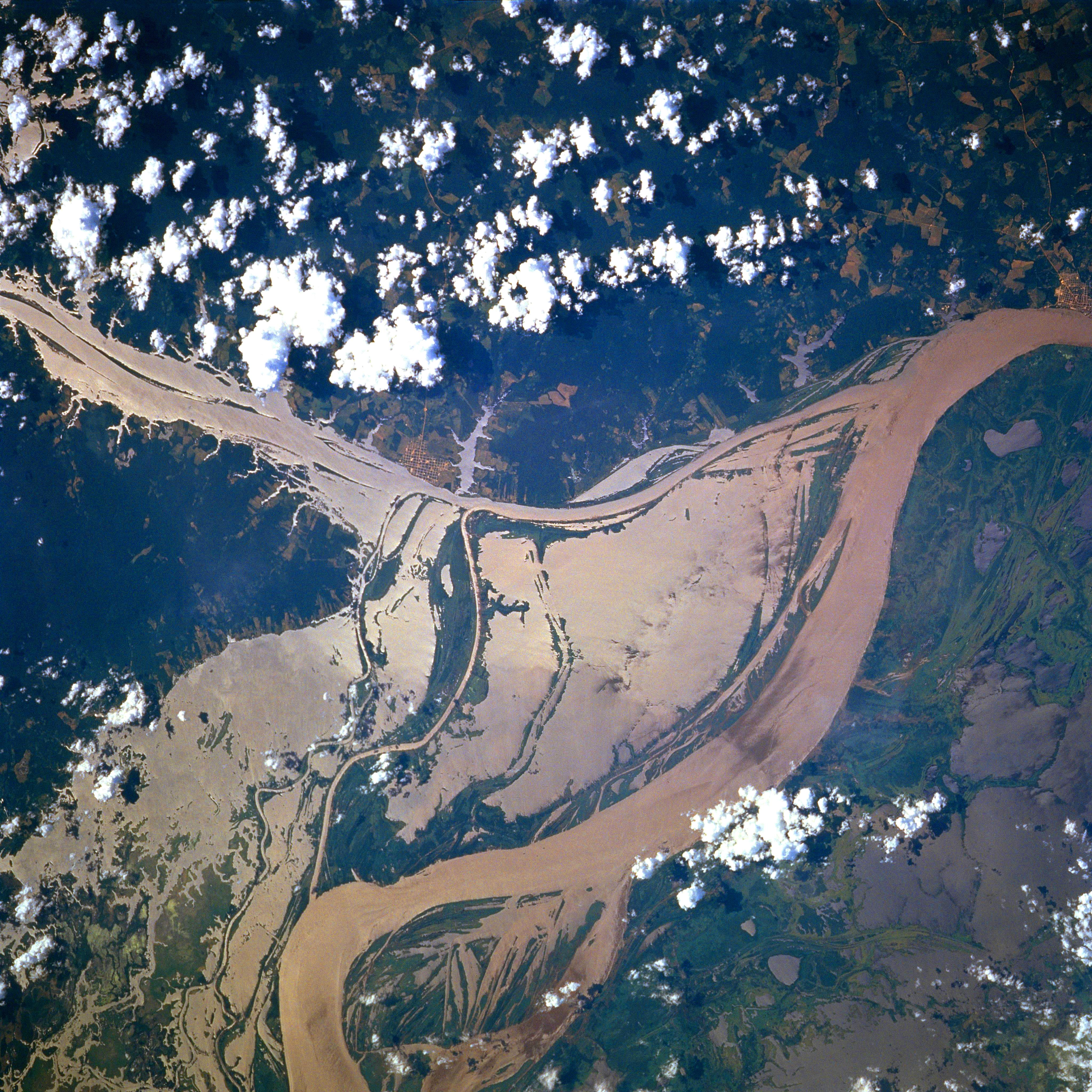
Llanura de inundación en la confluencia del río Amazonas con el río Trombetas, Brasil.

Algunos autores resaltan la diversidad de ambientes geomorfológicos y edáficos y la inestabilidad de mucho de estos como contribuyentes a la biodiversidad del Amazonas. La heterogeniedad de la formación Pebas en particular ha sido señalada como causante de una diversidad de sustratos que habría contribuido a la biodiversidad terrestre. La concentración de cationes en el suelo, lo cual esta ligado a la diversidad edáfica, explica en gran medida la composición florística del Amazonas. En cambio, la influencia de variaciones climáticas es secundaria para explicar la composición de la flora. Entre los ambientes edáficos del Amazonas se encuentras zonas de sedimentos volcánicos, arena blanca, mega-abanicos aluviales, llanuras de inundación, pantanos y zonas correspondientes a escudos geológicos.

### Rol de los ríos
La distribución de una minoría de especies está delimitada por los ríos, así como ya está verificado para algunas especies animales. Esta observación ha llevado a la idea de que la transferencia de un terreno de un lado de la ribera al otro mediante el corte de meandros puede ser un mecanismo de especiación en el Amazonas. Los ríos en la Amazonia también funcionan como ductos para muchas especies permitiendo su propagación y persistencia en un amplio territorio.